# 321 (číslo)
Tři sta dvacet jedna je přirozené číslo, které následuje po čísle tři sta dvacet a předchází číslu tři sta dvacet dva. Římskými číslicemi se zapisuje CCCXXI a řeckými číslicemi τκα.

## Matematika
321 je:
- Poloprvočíslo
- Nešťastné číslo

## Astronomie
- (321) Florentina je planetka hlavního pásu, kterou objevil v roce 1891 Johann Palisa

## Doprava
- Silnice II/321 je česká silnice II. třídy vedoucí na trase Častolovice – Solnice – Skuhrov nad Bělou – Deštné v Orlických horách[1]

## Roky
- 321
- 321 př. n. l.